# 松本憲二
松本 憲二（まつもと けんじ、1943年9月23日 - ）は競馬評論家。

## 来歴
1971年、競馬ブックの東京進出に伴って東京支局に異動。宮城昌康の突然の失踪後、競馬ブック関東版の本紙予想者を務めていたが、2018年12月28日付紙面をもって退職、引退した。
メディア出演は北海道テレビ放送「HTB土曜競馬中継」解説者を経て、1987年4月から2003年6月14日まで独立UHF放送局「中央競馬ワイド中継」の土曜メイン解説を務めた。その後ラジオNIKKEI「中央競馬実況中継・第1放送」の日曜日の解説を2018年12月まで担当。2008年3月まで同局の「週刊競馬大道場!!」では「師範代」として出演していた。